# Наум Костов
 Тази статия е за българския революционер.  За българския строител вижте Наум Костов (строител).  
Наум Костов е български революционер от втората половина на XIX век.

## Биография
Костов е роден в 1854 година в югозападномакедонския български град Охрид, който тогава е в Османската империя. Включва се в средите на българската революционна емиграция. Участва в четите на дядо Жельо Чернев и на Панайот Хитов. Заселва се в добруджанското село Черна, където се жени за Мария Василева Ташкова, майка на Панайот Черна, когото отглежда.
Умира в 1936 година в Черна.